# Rochet (koorhemd)

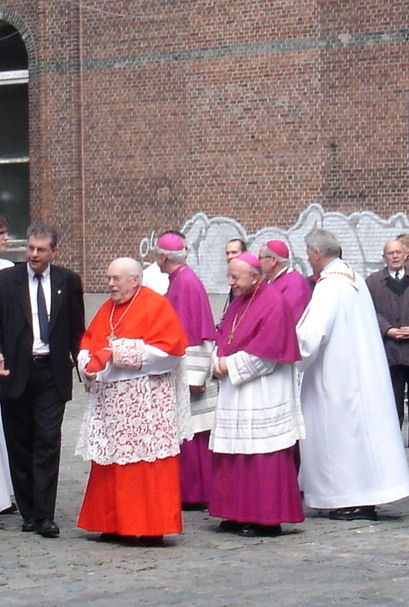
Bisschop Danneels en nuntius Rauber met rochet

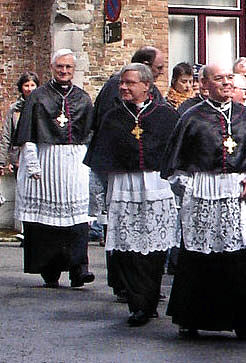
Kanunniken in koorkledij met rochet

Een rochet, ook wel roket genoemd in Vlaanderen, is een wit koorhemd tot op de knieën dat voorbehouden is voor bisschoppen, abten en andere prelaten. Deze koorkledij wordt over de soutane gedragen. Het verschilt van de superplie door de gesloten nauwe mouwen en de fijnere afwerking. Het is een waardigheidsgewaad dat geen liturgische functie heeft.
In Vlaanderen is het gebruikelijk het koorhemd te plisseren. Vroeger droegen veel geestelijken kostbare kant die uit de eigen streek kwam. Zo worden in Brugse sacristieën veel fraaie stukken oude kloskant bewaard, die niet meer gebruikt worden. Enkel kanunniken dragen nog weleens hun oude koorkledij, waarbij ook de mouwen afgezet zijn met een strook kant. De meeste Vlaamse rochetten zijn unieke stukken die op maat werden gemaakt. De kant werd voor een rochet speciaal met een religieus patroon ontworpen. De lengte van de kant varieert tussen de 275 en 375 cm. Het onderhouden van deze stukken gebeurde altijd in kloosters, waar zusters de 'kapellen'-was deden; in deze was werd enkel wit kerklinnen en kant gewassen en gebleekt. Profaan textiel werd elders gewassen, door particulieren.
In Nederland worden koorhemden gedragen die duidelijk aan de Vlaamse verwant zijn, maar deze zijn over het algemeen veel soberder en gestandaardiseerd.